# قري الهايش

## الموقع
تقع أجزاء قري الهايش العليا في محمية الملك خالد الملكية، بينما أجزاءه السفلى تدخل ضمن حدود محمية الإمام عبد العزيز بن محمد الملكية، ومن الناحية الإدارية تشكل اراضي حوضه جزء من محافظة رماح في المملكة العربية السعودية.  ويصرف حوض قري الهايش منطقة جغرافية صغيرة نسبيا تمتد من الشمال الغربي إلى الجنوب الشرقي، وتبدأ منابعه عند خط طول 46.845273 درجة شرقا ودائرة عرض 25.426407 درجة شمالاً.

## قري الهايش
يستخدم مصطلح قَرِيُّ لتسمية بعض مجاري المياه في المملكة العربية السعودية، ويعرف القري في المعجم الوسيط بأنه مجرى صغير تسيل المياه فيه من التلة إلى الروضة. وقري الهايش أحد أحواض التصريف الصغيرة في العرمة، ويصب المجرى الرئيسي لقري الهايش في وادي الثمامة قادما من الشمال الغربي، وتقع أجزاء قري الهايش العليا في محمية الملك خالد الملكية، بينما أجزاءه السفلى تدخل ضمن حدود محمية الإمام عبد العزيز بن محمد الملكية، ومن الناحية الإدارية تشكل اراضي حوضه جزء من محافظة رماح في المملكة العربية السعودية.  ويصرف حوض قري الهايش منطقة جغرافية صغيرة نسبيا تمتد من الشمال الغربي إلى الجنوب الشرقي، وتبدأ منابعه عند خط طول 46.845273 درجة شرقا ودائرة عرض 25.426407 درجة شمالا، وذلك من أرض مرتفعة نسبيا تمر فيها خطوط تقسيم المياه لأحواض التصريف المتجاورة، والتي تقع شرق حوض قري العيد وهو من روافد شعيب حميم الذي يصب في وادي الطوقي، وإلى الشمال من حوض رافد صغير لوادي الثمامة. وبشكل عام يتجه المجرى الرئيسي لقري الهايش من الشمال الغربي نحو الجنوب الشرقي، حتى يلتقي مع وادي الثمامة عند خط طول 46.896407 درجة شرقا ودائرة عرض 25.417657 درجة شمالا. ويبلغ طول مجراه الرئيسي من منبعه إلى أن يلتقي بوادي الثمامة حوالي 7كم، منها حوالي 3كم تقع داخل محمية الملك خالد الملكية وما يقارب من 4كم تقع ضمن حدود محمية الإمام عبدالعزيز بن محمد الملكية. ويظهر من صور قوقل ماب أن حوض قري الهايش يتكون من أرض تكثر فيها التلال، وأن روافده قصيرة نسبيا، وأن ْمجاري المياه في حوضه في الغالب تلتقي بزوايا حادة معطية بذلك نمطا شجريا، ويتضح من الصور أيضا أن التعرجات في المجرى الرئيسي في الغالب خفيفة الانحناء. كما أن الصور تبين وجود أشجار قليلة ومتفرقة في الأجزاء السفلى من مجراه الرئيسي.